# Oldenlandia
Oldenlandia är ett släkte av måreväxter. Oldenlandia ingår i familjen måreväxter.

## Dottertaxa tillOldenlandia, i alfabetisk ordning[1]
- Oldenlandia accedens
- Oldenlandia acicularis
- Oldenlandia adscensionis
- Oldenlandia aegialodes
- Oldenlandia aemulans
- Oldenlandia affinis
- Oldenlandia angolensis
- Oldenlandia apoensis
- Oldenlandia arenarioides
- Oldenlandia aretioides
- Oldenlandia argillacea
- Oldenlandia aridosa
- Oldenlandia assimilis
- Oldenlandia attenuata
- Oldenlandia auricularia
- Oldenlandia balfourii
- Oldenlandia banksii
- Oldenlandia barbata
- Oldenlandia benguetensis
- Oldenlandia bicornuta
- Oldenlandia biflora
- Oldenlandia bodinieri
- Oldenlandia boscii
- Oldenlandia brachypetala
- Oldenlandia brachyphylla
- Oldenlandia brachypoda
- Oldenlandia bracteosa
- Oldenlandia breviflora
- Oldenlandia butensis
- Oldenlandia cana
- Oldenlandia capensis
- Oldenlandia capillipes
- Oldenlandia capituligera
- Oldenlandia cephalotes
- Oldenlandia chereevensis
- Oldenlandia chevalieri
- Oldenlandia chiovendae
- Oldenlandia chrysotricha
- Oldenlandia ciliata
- Oldenlandia ciliicaulis
- Oldenlandia ciliolata
- Oldenlandia clausa
- Oldenlandia coerulescens
- Oldenlandia comata
- Oldenlandia consanguinea
- Oldenlandia contracta
- Oldenlandia corymbosa
- Oldenlandia cristata
- Oldenlandia crouchiana
- Oldenlandia cryptantha
- Oldenlandia cryptocarpa
- Oldenlandia cyperoides
- Oldenlandia debilis
- Oldenlandia decipiens
- Oldenlandia delicata
- Oldenlandia densa
- Oldenlandia densiflora
- Oldenlandia diffusa
- Oldenlandia dinteri
- Oldenlandia drymarioides
- Oldenlandia duemmeri
- Oldenlandia dusenii
- Oldenlandia echinulosa
- Oldenlandia erecta
- Oldenlandia erythraeoides
- Oldenlandia fastigiata
- Oldenlandia filicaulis
- Oldenlandia filifolia
- Oldenlandia flosculosa
- Oldenlandia forcipitistipula
- Oldenlandia fraterna
- Oldenlandia friesiorum
- Oldenlandia galioides
- Oldenlandia geophila
- Oldenlandia gibsonii
- Oldenlandia glabra
- Oldenlandia goreensis
- Oldenlandia gracilipes
- Oldenlandia grandis
- Oldenlandia gregaria
- Oldenlandia hainanensis
- Oldenlandia havilandii
- Oldenlandia hedyotidea
- Oldenlandia herbacea
- Oldenlandia hockii
- Oldenlandia horneriana
- Oldenlandia humidia
- Oldenlandia hygrophila
- Oldenlandia hymenophylla
- Oldenlandia ichthyoderma
- Oldenlandia imberbis
- Oldenlandia incana
- Oldenlandia insulana
- Oldenlandia intonsa
- Oldenlandia johnstonii
- Oldenlandia justiciformis
- Oldenlandia kamputensis
- Oldenlandia kochii
- Oldenlandia korthalsiana
- Oldenlandia krewanhensis
- Oldenlandia labialis
- Oldenlandia laceyi
- Oldenlandia lactea
- Oldenlandia lakshnakarae
- Oldenlandia lanceolata
- Oldenlandia lancifolia
- Oldenlandia laotica
- Oldenlandia lapeyrousii
- Oldenlandia largiflorens
- Oldenlandia laurentii
- Oldenlandia lechleriana
- Oldenlandia lecomtei
- Oldenlandia leptocaulis
- Oldenlandia leptoneura
- Oldenlandia linearifolia
- Oldenlandia lineata
- Oldenlandia linoides
- Oldenlandia loganioides
- Oldenlandia longifolia
- Oldenlandia machingensis
- Oldenlandia macrosepala
- Oldenlandia maestrensis
- Oldenlandia mairei
- Oldenlandia manyoniensis
- Oldenlandia marcanii
- Oldenlandia massiei
- Oldenlandia matthewii
- Oldenlandia mellii
- Oldenlandia microcalyx
- Oldenlandia microcarpa
- Oldenlandia microcephala
- Oldenlandia microphylla
- Oldenlandia microtheca
- Oldenlandia mitrasacmoides
- Oldenlandia mollis
- Oldenlandia monanthos
- Oldenlandia monocephala
- Oldenlandia mouretii
- Oldenlandia multiglomerulata
- Oldenlandia muscosa
- Oldenlandia nematocaulis
- Oldenlandia neomicrophylla
- Oldenlandia nervosa
- Oldenlandia nigrescens
- Oldenlandia nudiflora
- Oldenlandia nutans
- Oldenlandia ocellata
- Oldenlandia oligocephala
- Oldenlandia ovata
- Oldenlandia ovatifolia
- Oldenlandia oxycoccoides
- Oldenlandia paludosa
- Oldenlandia paradoxa
- Oldenlandia paridifolia
- Oldenlandia parishii
- Oldenlandia parva
- Oldenlandia patula
- Oldenlandia peduncularis
- Oldenlandia pierrei
- Oldenlandia pilulifera
- Oldenlandia pinifolia
- Oldenlandia platystipula
- Oldenlandia polyclada
- Oldenlandia polyphylla
- Oldenlandia praecox
- Oldenlandia prainiana
- Oldenlandia pressa
- Oldenlandia pringlei
- Oldenlandia proschii
- Oldenlandia prostrata
- Oldenlandia pterita
- Oldenlandia pterospora
- Oldenlandia pubescens
- Oldenlandia pulcherrima
- Oldenlandia pulvinata
- Oldenlandia pumila
- Oldenlandia quocensis
- Oldenlandia racemosa
- Oldenlandia radicans
- Oldenlandia recurva
- Oldenlandia rhabdina
- Oldenlandia richardsonioides
- Oldenlandia rigidula
- Oldenlandia robinsonii
- Oldenlandia rosmarinifolia
- Oldenlandia rosulata
- Oldenlandia rudis
- Oldenlandia ruelliformis
- Oldenlandia rufescens
- Oldenlandia rupicola
- Oldenlandia salzmannii
- Oldenlandia santubongensis
- Oldenlandia saxifragoides
- Oldenlandia scabra
- Oldenlandia schaeferi
- Oldenlandia sclerophylla
- Oldenlandia scoparia
- Oldenlandia scopulorum
- Oldenlandia sedgwickii
- Oldenlandia seineri
- Oldenlandia selleana
- Oldenlandia sieberi
- Oldenlandia sipaneoides
- Oldenlandia spathulata
- Oldenlandia spermacocoides
- Oldenlandia stocksii
- Oldenlandia stolonifera
- Oldenlandia stricta
- Oldenlandia strigulosa
- Oldenlandia subdivaricata
- Oldenlandia subtilior
- Oldenlandia subulata
- Oldenlandia succosa
- Oldenlandia symplociformis
- Oldenlandia taborensis
- Oldenlandia tardavelina
- Oldenlandia tenella
- Oldenlandia tenelliflora
- Oldenlandia tenerrima
- Oldenlandia tenuifolia
- Oldenlandia tenuipes
- Oldenlandia tenuis
- Oldenlandia ternata
- Oldenlandia tetrangularis
- Oldenlandia thomsonii
- Oldenlandia thysanota
- Oldenlandia tonkinensis
- Oldenlandia toussidana
- Oldenlandia triflora
- Oldenlandia trinervia
- Oldenlandia umbellata
- Oldenlandia umbrosa
- Oldenlandia uniflora
- Oldenlandia uvinsae
- Oldenlandia vachellii
- Oldenlandia vaginata
- Oldenlandia valerianelloides
- Oldenlandia valida
- Oldenlandia wauensis
- Oldenlandia verrucitesta
- Oldenlandia verticillata
- Oldenlandia viarum
- Oldenlandia wiedemannii
- Oldenlandia willdenowiana
- Oldenlandia xanthochroa
- Oldenlandia yoderi
- Oldenlandia yunnanensis